# 히가시카와네촌
히가시카와네촌(東川根村)은 시즈오카현의 중부, 시다군에 속해있던 촌이다. 현재의 가와네혼정 동부에 해당한다.

## 역사
- 1889년 4월 1일 - 정촌제 시행에 의해 시다군 히가시카와네촌이 성립하였다.
- 1956년 9월 30일 - 하이바라군 가미카와네촌과 합병해, 혼카와네정이 성립하여 동일 히가시카와네촌은 폐지되었다.

## 참고문헌
- 角川日本地名大辞典 22 静岡県